# Allium ellisii
Allium ellisii är en amaryllisväxtart som beskrevs av Joseph Dalton Hooker. Allium ellisii ingår i släktet lökar, och familjen amaryllisväxter. Inga underarter finns listade i Catalogue of Life.